# Districtul Mae Mo
Mae Mo (în thailandeză แม่เมาะ) este un district (Amphoe) din provincia Lampang, Thailanda, cu o populație de 38.768 de locuitori și o suprafață de 959,2 km².

## Componență
Districtul este subdivizat în 5 subdistricte (tambon), care sunt subdivizate în 37 de sate (muban).
| Nr. | Nume       | În thailandeză | Sate | Locuitori |  |
| --- | ---------- | -------------- | ---- | --------- |  |
| 1.  | Ban Dong   | บ้านดง          | 8    | 4,677     |  |
| 2.  | Na Sak     | นาสัก           | 8    | 6,261     |  |
| 3.  | Chang Nuea | จางเหนือ        | 6    | 5,336     |  |
| 4.  | Mae Mo     | แม่เมาะ         | 8    | 16,589    |  |
| 5.  | Sop Pat    | สบป้าด          | 7    | 5,905     |  |